# Аистообразные
Аистообра́зные, или голена́стые (лат. Ciconiiformes); в старом, нетипифицированном латинском написании научных названий — Gressores и  Grallatores), — отряд новонёбных птиц, охватывающий по разным классификациям одно или несколько семейств. Аистообразные являются длинноногими птицами. Они медленно шагают по земле или по мелководью и выискивают на поверхности добычу. Разнообразны по внешнему облику, крупные и средние по размеру птицы. Ноги, шея и клюв длинные, крылья тупые и широкие. Гнездятся как отдельными парами, так и колониями. Образуют постоянные пары. Тип развития — птенцовый.
|                                                         |
|                                                         |
|                                                         |
| Гнездование и спаривание белых аистов (Ciconia ciconia) |

## Общая характеристика
Аистообразные — отряд птиц очень разнообразных по внешнему виду, отличающихся более или менее длинными и тонкими бродными ногами (лишь редко нижняя часть голени оперена), живущих по берегам рек, озёр и морей, на болотах и редко в полях. Длинные передние пальцы ног иногда соединены все при основании перепонкой, иногда лишь два наружных, иногда они окаймлены кожистой складкой или совсем свободны; задний палец по большей части мал и прикреплен выше других, иногда его нет вовсе. Клюв и шея вообще соответствуют длине ног. Крылья средней длины, хвост короткий. Бо́льшая часть их питается почти исключительно мелкими рыбами, земноводными, пресмыкающимися, червями и т. д. Пищу одни подкарауливают, стоя неподвижно на берегу или на мелких местах в воде, другие вытаскивают клювом из-под листьев или из земли, некоторые просто подбирают её.
Ходят и бегают хорошо, многие хорошо плавают, летают некоторые очень быстро, другие тяжело и медленно. Живут почти все парами, гнёзда делают очень неискусно. По большей части пугливые и осторожные птицы, но могут вполне привыкать к человеку. Истреблением вредных животных некоторые из них приносят человеку пользу. Перья некоторых из них идут в торговлю; таковы в прошлом были, например, марабу в Южной Африке.

## Классификация

### Классическая

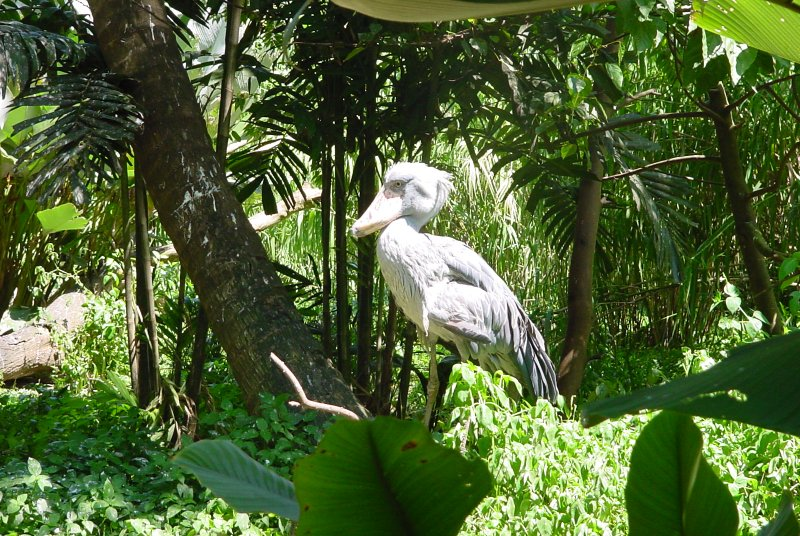
Китоглав (Balaeniceps rex)

Традиционно в классической системе классификации считалось, что к аистообразным принадлежит около 630 видов, распространённых по всей земле. Они разделялись на две главные группы, которые многими считались за отдельные отряды:
- аистообразные (устаревшее научное название —Ciconiae) и
- болотные птицы (устаревшее название —Grallae)[2][5].

К группе аистообразных (Ciconiae) причисляли птенцовых птиц c длинным роговым клювом, не имеющим восковицы и неясно отграниченным от головы; с голой кожей вокруг глаз и между глазами и основанием клюва; с длинной шеей и очень длинными ногами, передние пальцы которых соединены при основании перепонкой, задний касается земли; голень в нижней части и плюсна покрыты сетчатой кожей или спереди прикрыты щитками. Сюда относили 140 видов, принадлежащих к четырём семействам:
1) Threskiornithidae (ранее Ibididae и Hemiglottides) — ибисы, например, священный ибис (Threskiornis aethiopicus);
2) Ardeidae — цапли, например, серая цапля (Ardea cinerea), выпь (Botaurus stellaris), китоглав (Balaeniceps rex);
3) Scopidae, единственный представитель которого молотоглав (Scopus umbretta) бурого цвета, длиной 56 см, водится в Центральной и Южной Африке и Южной Аравии;
4) Аисты (Ciconiidae), с клювом длиннее головы, более толстым, чем у цапель, и с более тупыми краями, прямым или слегка согнутым; хвост из 12 перьев, голени и плюсна очень высоки и покрыты сетчатой кожей. Включают 20 видов, принадлежащих к пяти родам и водящихся преимущественно в Старом Свете. Питаются мелкими животными, гнездятся на деревьях и зданиях. В Европе водятся два вида: белый аист (Ciconia ciconia) и чёрный аист (Ciconia nigra). Сюда же относятся марабу, или зобатые аисты (Leptoptilos), с голой головой и верхней частью шеи и со свешивающимся зобом, включая три вида в эфиопском (в том числе африканский марабу — Leptoptilos crumeniferus) и индийском регионах. Нижние кроющие перья хвоста употреблялись для украшений.

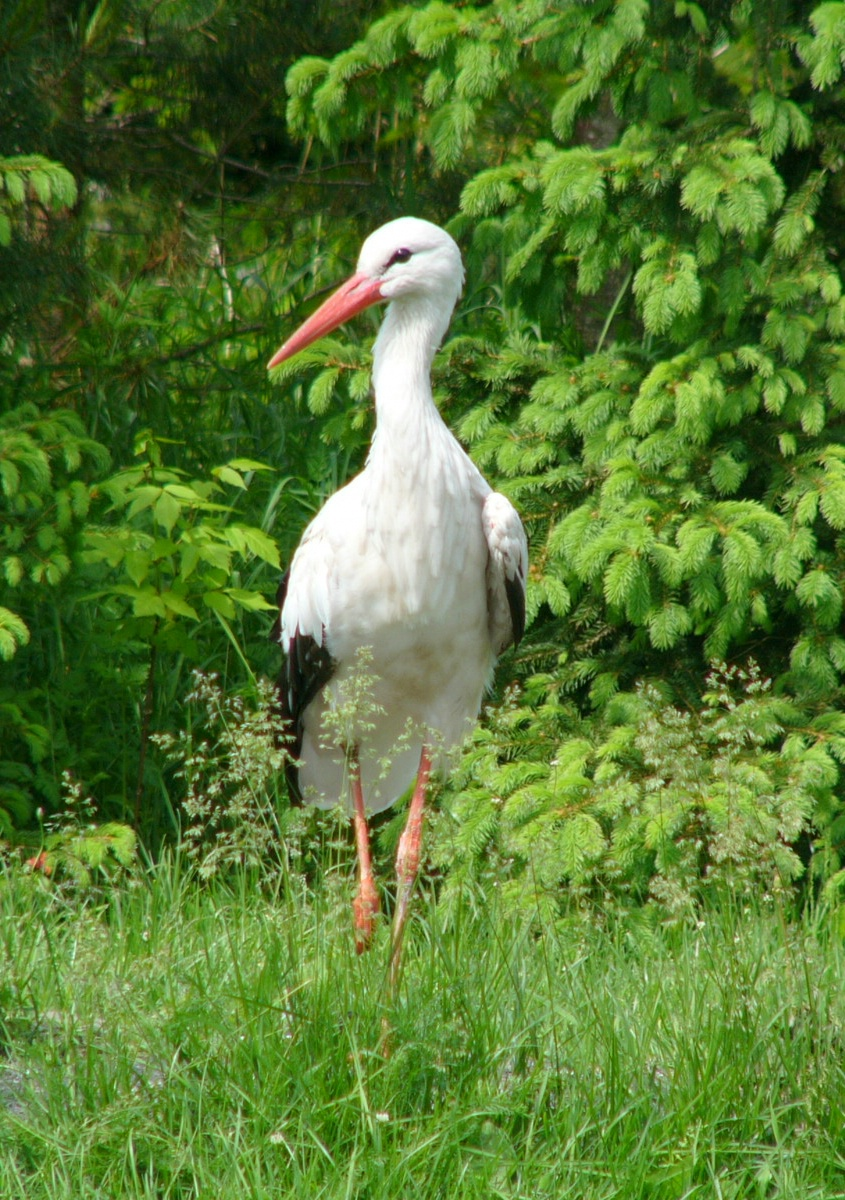
Белый аист (Ciconia ciconia)
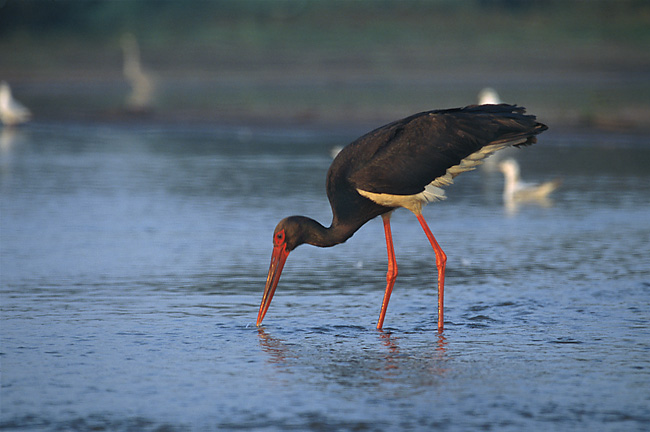
Чёрный аист (Ciconia nigra)
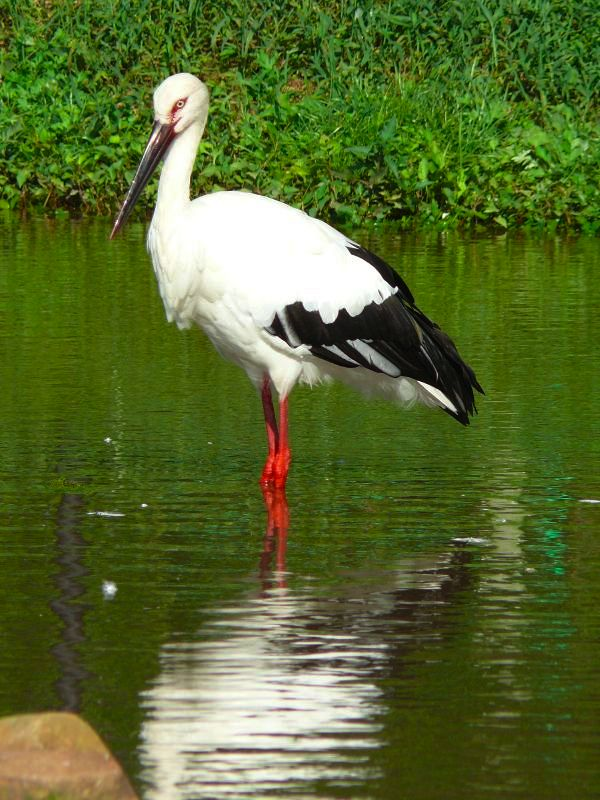
Дальневосточный аист (Ciconia boyciana)
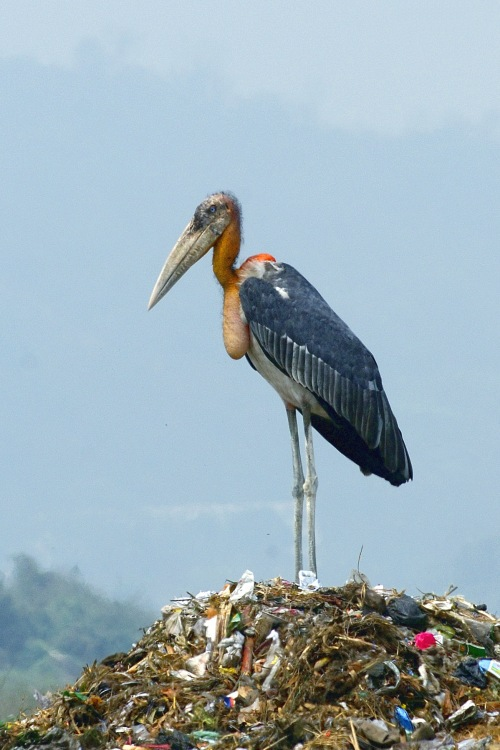
Индийский марабу (Leptoptilos dubius)

К группе болотных птиц принадлежали выводковые (кроме журавлей) птицы с клювом, по большей части тонким и выстланным при основании мягкой кожей. Задний палец по большей части мал или его нет. Сюда относили около 470 видов, принадлежащих к 11 семействам:
1) Бекасовые (Scolopacidae); из представителей этого семейства можно назвать исландского песочника (Calidris canutus), шилоклювку (Recurvirostra avosetta), вальдшнепа (Scolopax rusticola), турухтана (Philomachus pugnax) и большого кроншнепа, или большого кулика (Numenius arquata).
2) Ржанковые (Charadriidae), например, пигалица, или чибис (Vanellus vanellus), азиатская бурокрылая ржанка, или ржанка-сивка (Pluvialis fulva), кулик-сорока, или морская сорока, или морской кривок (Haematopus ostralegus), камнешарка (Arenaria interpres), луговая тиркушка (Glareola pratincola).
3) Chionididae — семейство, состоящее из восьми видов и трёх родов, водящихся исключительно в Южной Америкe (в чилийской подобласти), например, малая белая ржанка (Chionis minor).
4) Jacanidae (ранее Parridae, или листовые куры), например, южноамериканские яканы (Jacana jacana), отличающиеся острым, сильно выдающимся шипом на сгибе крыла, прямым длинным и тонким клювом с ноздрями на половине длины, острыми длинными крыльями, коротким хвостом, длинными плюснами, покрытыми роговыми пластинками, и необыкновенно длинными и тонкими пальцами и когтями. Водятся в тропических странах и бегают по листьям водяных растений; питаются насекомыми и семенами.
5) Дрофы (Otididae); например, дрофа-дудак (Otis tarda).
6) Cariamidae (прежде Dicholophidae) с двумя южноамериканскими видами, в том числе хохлатая кариама, или сериема (Cariama cristata).
7) Водяные пастушки (Rallidae), например, водяной пастушок (Rallus aquaticus), лысуха (Fulica atra), султанка, или порфироносец (Porphyrio porphyrio).
8) Psophiidae с шестью видами, в том числе агами и сероспинный трубач (Psophia crepitans), живущими в области Амазонки; самцы издают резкие звуки, за которыми следуют глухие басовые.
9) Rhinochetidae, с трубчатыми ноздрями, живут в Центральной и Южной Америке и в Новой Каледонии.
10) Журавли (Gruidae), например, серый журавль (Grus grus).
11) Паламедеи, или рогатые птицы (Anhimidae; ранее Palamedeidae), например, рогатая паламедея, или аниума (Anhima cornuta), причислялись то к аистообразным, то к гусеобразным (пластинчатоклювым).

### Современные
Позднее в отряде аистообразных классифицировали шесть семейств:
- Цаплевые (Ardeidae)
- Челноклювые (Cochleariidae)
- Молотоглавые (Scopidae)
- Аистовые (Ciconiidae)
- Китоглавые (Balaenicipitidae)
- Ибисовые (Threskiornithidae)

По распространённой в Америке таксономии Сибли — Алквиста этот отряд был значительно пополнен за счёт перемещения семейств из других отрядов.
| Название семейства             | Отряд, к которому относится семейство в традиционной таксономии |
| ------------------------------ | --------------------------------------------------------------- |
| Фаэтоновые (Phaethontidae)     | Пеликанообразные (Pelecaniformes)                               |
| Олушевые (Sulidae)             | Пеликанообразные (Pelecaniformes)                               |
| Змеешейковые (Anhingidae)      | Пеликанообразные (Pelecaniformes)                               |
| Баклановые (Phalacrocoracidae) | Пеликанообразные (Pelecaniformes)                               |
| Фрегатовые (Fregatidae)        | Пеликанообразные (Pelecaniformes)                               |
| Пеликановые (Pelecanidae)      | Пеликанообразные (Pelecaniformes)                               |
| Цаплевые (Ardeidae)            | Аистообразные (Ciconiiformes)                                   |
| Молотоглавые (Scopidae)        | Аистообразные (Ciconiiformes)                                   |
| Ибисовые (Threskiornithidae)   | Аистообразные (Ciconiiformes)                                   |
| Аистовые (Ciconiidae)          | Аистообразные (Ciconiiformes)                                   |

Эта таксономия также уменьшает число семейств за счет следующих перестановок:
- челноклювые (Cochleariidae) — это монотипическое семейство присоединяют к семейству цаплевых[19][20].
- китоглавые (Balaenicipitidae) — это монотипичное семейство относят к отряду пеликанообразных (Pelecanidae)[21].

В таксономии, которой придерживаются в базах данных NCBI (США), в отряде аистообразных представлены следующие шесть семейств:
- Balaenicipitidae (китоглавые)
- Cathartidae (американские грифы)
- Ciconiidae (аистовые)
- Pteroclidae (рябковые)
- Scopidae (молотоглавые)
- Thinocoridae (зобатые бегунки)

В то же время Международный союз орнитологов и Объединённая таксономическая информационная служба (ITIS) классифицируют в рамках отряда лишь одно семейство аистовых (Ciconiidae).

Представители семейства аистовых (Ciconiidae)
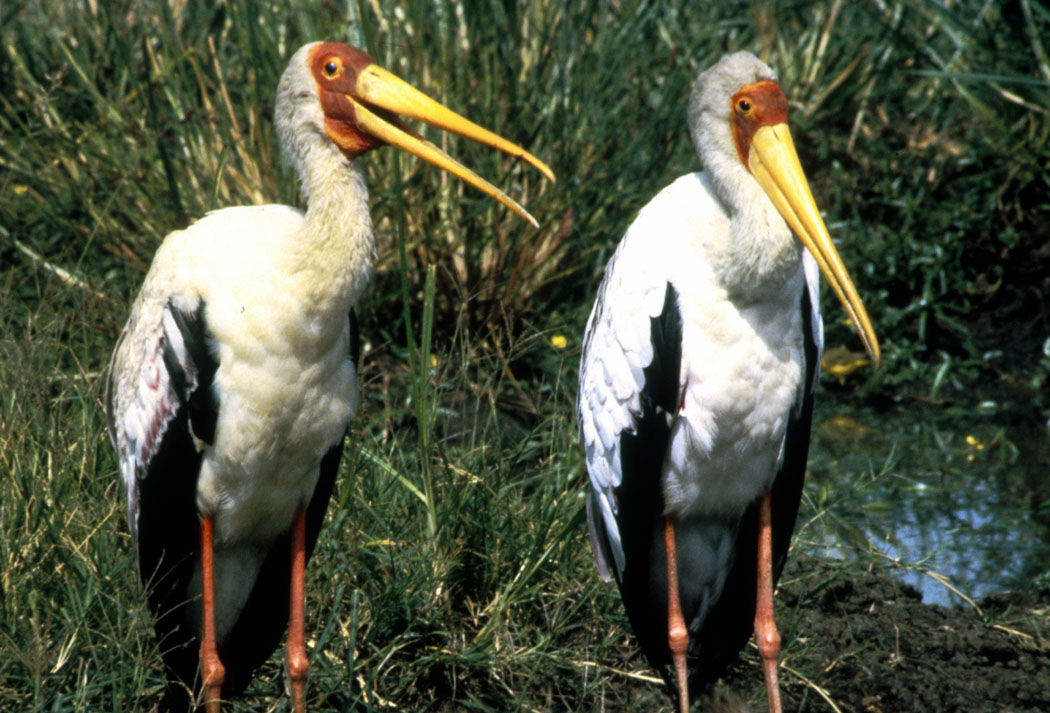
Африканский клювач (Mycteria ibis)
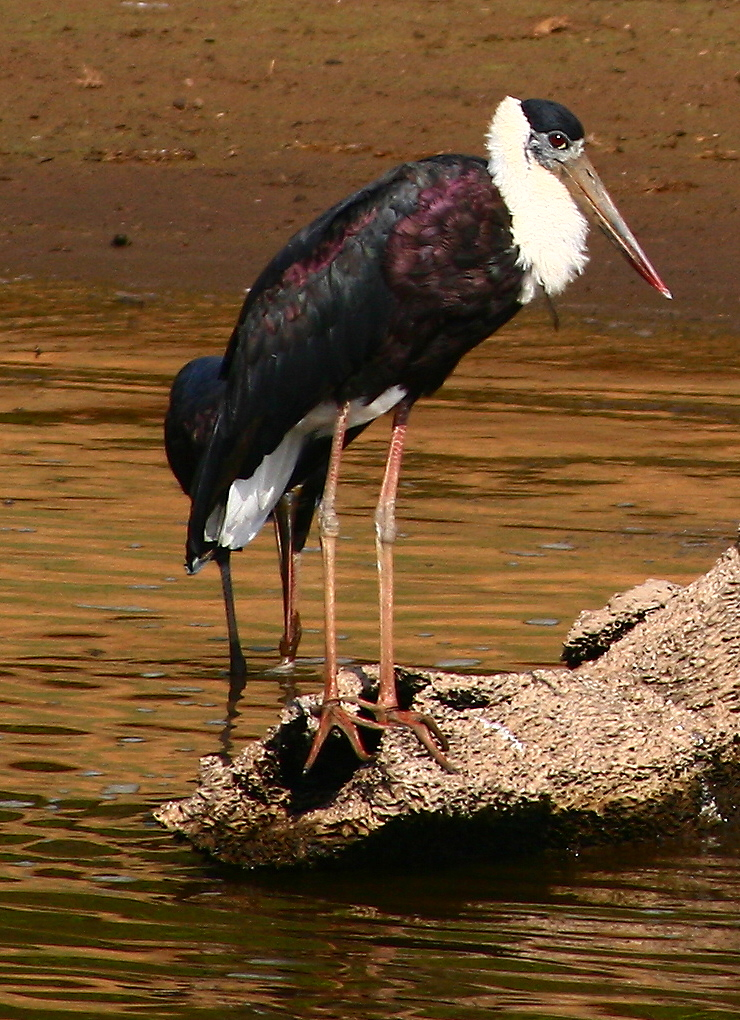
Белошейный аист (Ciconia episcopus)
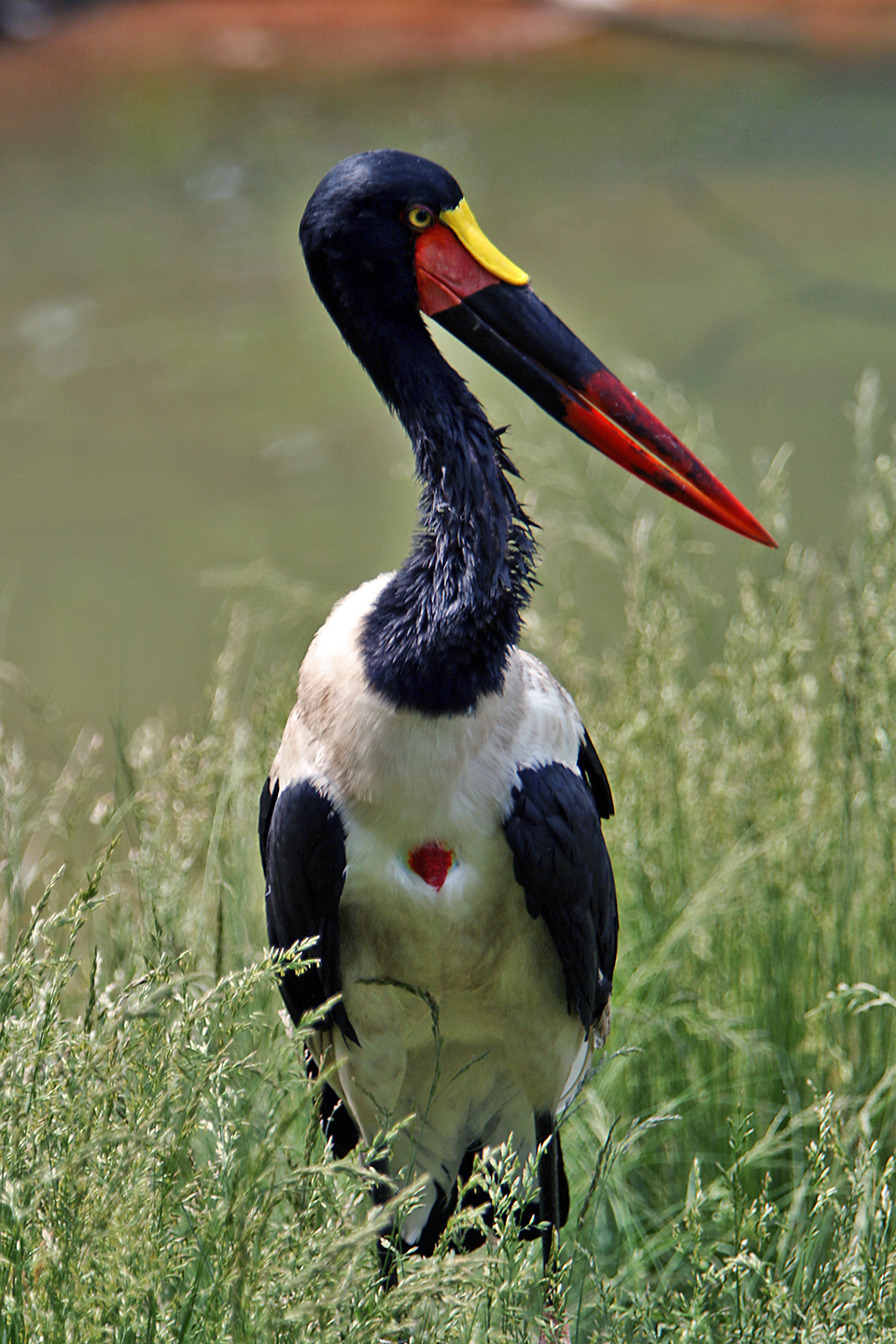
Седлоклювый ябиру (Ephippiorhynchus senegalensis)
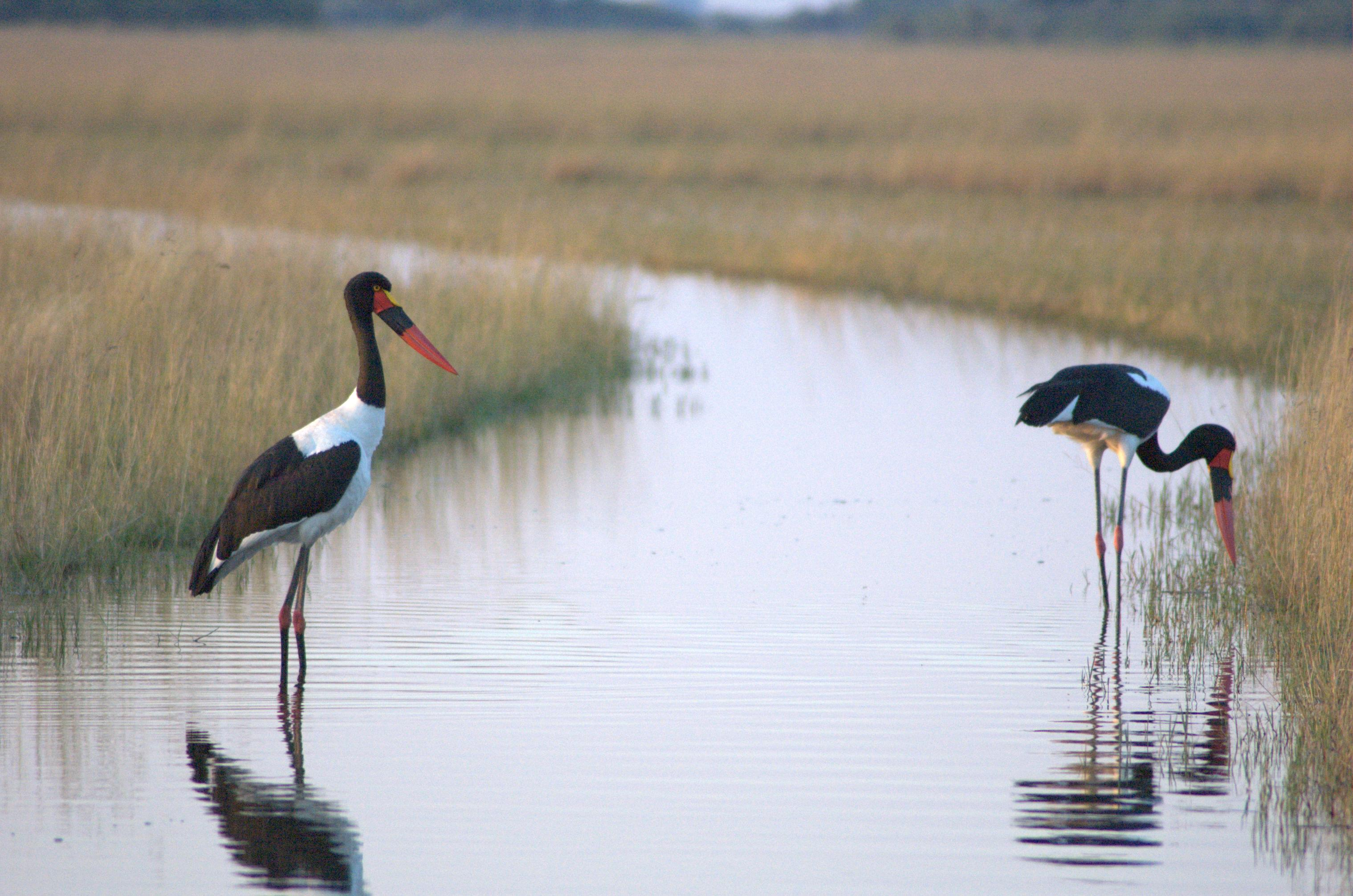
Тот же вид в Дельте Окаванго (Ботсвана)

## Генетика
Молекулярная генетика
- Депонированные нуклеотидные последовательности в базе данных EntrezNucleotide, GenBank, NCBI, США: 158 598 (по состоянию на 15 февраля 2015).
- Депонированные последовательности белков в базе данных EntrezProtein, GenBank, NCBI, США: 39 320 (по состоянию на 15 февраля 2015).

Ввиду расхождений в таксономии, используемой в базах NCBI и в других классификациях, бо́льшая часть депонированных в GenBank последовательностей принадлежит видам, ныне не относящимся к отряду аистообразных.
Геномика
Для двух видов — малой белой цапли (Egretta garzetta) и красноногого ибиса (Nipponia nippon), ранее входивших в этот отряд, — в 2014 году были секвенированы полные геномные последовательности.
Полное геномное секвенирование было осуществлено для трёх других видов, причисляемых в базах NCBI к аистообразным: желтогорлого рябка (Pterocles gutturalis; в 2014 году) и двух представителей семейства американских грифов — грифа-индейки (Cathartes aura; в 2014 году) и калифорнийского кондора (Gymnogyps californianus; в 2013 году).